# Кетрін Макгвайр
Кетрін Макгвайр (англ. Kathryn McGuire; 6 грудня 1903, Піорія — 10 жовтня 1978, Лос-Анджелес) — американська акторка німого кіно і танцюристка.

## Біографія
Макгвайр народилася в Пеорії, Іллінойс. У дитинстві переїхала в Аврору, Іллінойс, а пізніше в Чикаго. Здобула освіту в семінарії Дженнінгса. У 14 років Кетрін разом з батьками переїжджає до Каліфорнії, де почала брати уроки балету. Любов до танців залишалася протягом усього життя.
Під час виступу в готелі «Меріленд» Кетрін Макгвайр помітив продюсер Томас Інс і запросив знятися в кіно. У 1921 році вона з'явилася в картині «Безшумний виклик». У 1922 році Кетрін Макгвайр перемогла в рекламній кампанії WAMPAS Baby Stars. Пізніше знялася в найкращих фільмах Бастера Кітона — «Шерлок-молодший» і «Навігатор», а також в «Полум'я життя» (з Присциллою Дін в головній ролі).
З початком звукового кіно голлівудська кар'єра Макгвайр закінчилася.
Померла від раку 10 жовтня 1978 в Лос-Анджелесі, Каліфорнія.

## Фільмографія
- 1919 — Леді Тейлор / A Lady's Tailor
- 1920 — Їй-богу! / By Golly!
- 1920 — Великий Скотт! / Great Scott!
- 1920 — Любитель кінофільмів / Movie Fans
- 1920 — Неприємності бунгало / Bungalow Troubles
- 1921 — В літній день / On a Summer Day
- 1921 — Нещасливе закінчення / The Unhappy Finish
- 1921 — Фальшиві весільні дзвони / Wedding Bells Out of Tune
- 1921 — Зроблено в кухні / Made in the Kitchen
- 1921 — Головний талант / Home Talent
- 1921 — Любов ізгоя/ Love's Outcast
- 1921 — Тверді удари і любовні пробки/ Hard Knocks and Love Taps
- 1921 — Безшумний виклик / The Silent Call
- 1922 — Перехрестя Нью-Йорку / The Crossroads of New York
- 1923 — Полум'я життя / The Flame of Life
- 1923 — Жінка з бронзи / The Woman of Bronze
- 1923 — Корисний Хоган / Helpful Hogan
- 1923 — Дикий і злий / Wild and Wicked
- 1923 — Любов пірата / The Love Pirate
- 1924 — Золото піонерів / Pioneer's Gold
- 1924 — Шерлок-молодший / Sherlock Jr.
- 1924 — Навігатор / The Navigator
- 1925 — / Giddap!
- 1925 — Незграбний Джонс / Two-Fisted Jones
- 1926 — Мисливець / The Thrill Hunter
- 1926 — Буффало Біл на U. P. Trail / With Buffalo Bill on the U. P. Trail
- 1926 — Чиясь мати / Somebody's Mother
- 1926 — Північні Особи / Midnight Faces
- 1926 — Деві Крокет осінню в Аламо / Davy Crockett at the Fall of the Alamo
- 1927 — Весільні крики / Wedding Yells
- 1927 — Нічия-назад / The Draw-Back
- 1927 — Хаскі її герой / Her Husky Hero
- 1927 — / Naughty But Nice
- 1927 — / The Girl in the Pullman
- 1928 — Воно там є / There It Is
- 1928 — Красуня / Cutie
- 1928 — Час сирени / Lilac Time
- 1929 — Синтетичний гріх / Synthetic Sin
- 1929 — Діти Рітза / Children of the Ritz
- 1929 — Великий діамантовий грабіж / The Big Diamond Robbery
- 1929 — Довгий довгий слід/ The Long, Long Trail
- 1929 — Втрачений дирижабль / The Lost Zeppelin